# Rèm

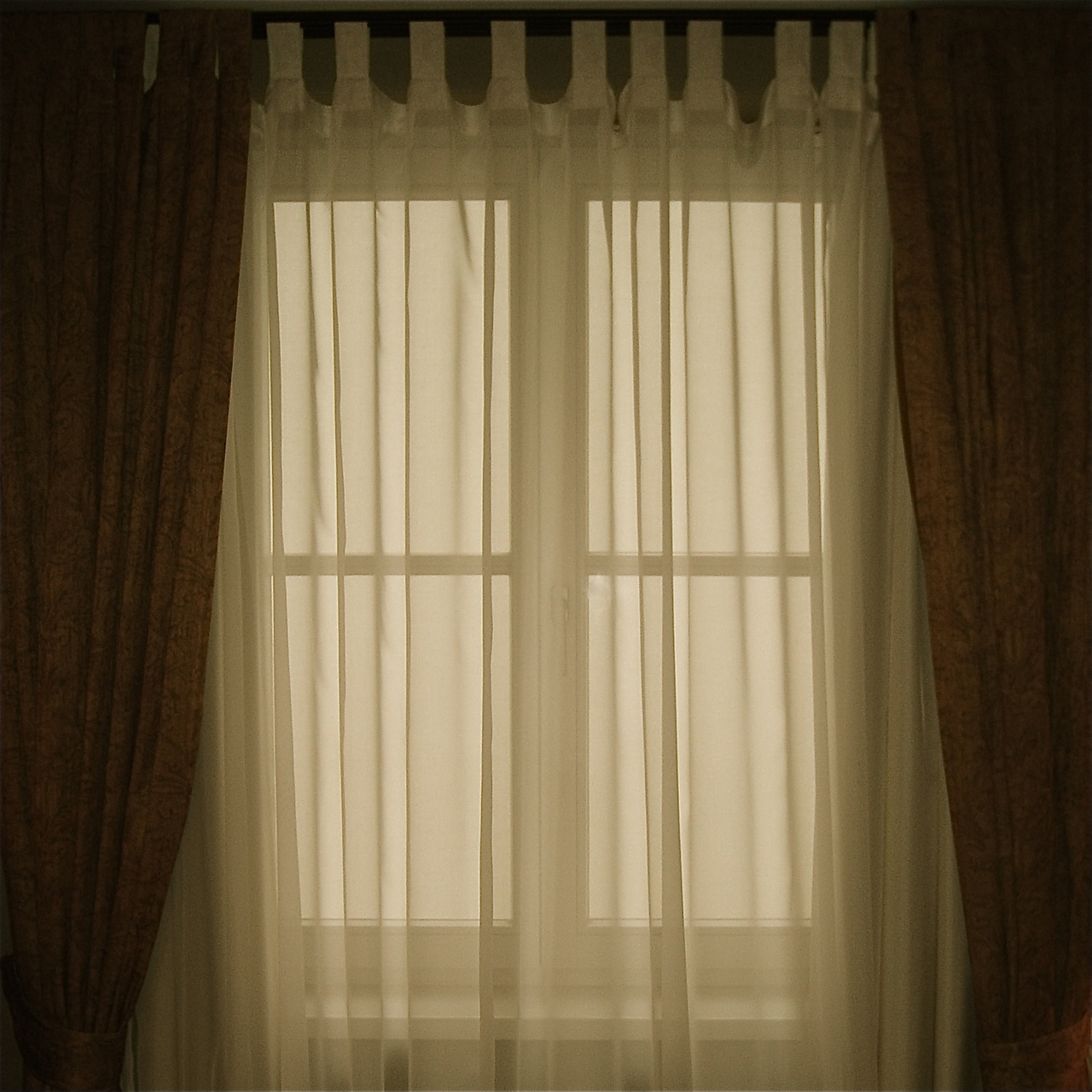
Rèm thả che cửa sổ

Rèm hay màn cũng có gọi khác là mành (miền Bắc và Bắc Trung Bộ Việt Nam thường gọi là ri đô) là một vật dụng dùng để che cửa sổ, cửa phòng khách, cửa phòng ngủ, cửa bếp ăn, phòng tắm, ban công hoặc treo để ngăn giữa hai không gian. Rèm cũng dùng để trang trí không gian nội thất, được treo trên tường hoặc các đồ vật như tủ gỗ, tủ chè, ban thờ, giường nằm. Khi sử dụng, người ta để mở rèm để che kín một phần hoặc toàn bộ cửa sổ theo nhu cầu. Khi không có nhu cầu che nắng, gió hoặc để lấy ánh sáng, người ta có thể xếp gọn rèm sang hai bên hoặc kéo gọn lên phía trên.

## Lịch sử
Dựa vào các bằng chứng thu thập được tại các di chỉ khai quật ở Olynthus, Pompeii và Herculaneum, có vẻ như trong thời cổ đại cổ điển, các cổng vòm được sử dụng như vách ngăn phòng, kèm theo tấm rèm treo trên ô cửa. Tranh khảm từ thế kỷ thứ 2 đến thế kỷ thứ 6 minh họa việc rèm treo trên thanh ngang qua các mái vòm.

### Nước Anh
Tại Anh, rèm cửa đã bắt đầu thay thế cửa chớp bằng gỗ vào cuối thế kỷ 16. Trước đó, trong thời Trung cổ, cách xử lý cửa sổ sơ khai nhất là sử dụng tấm da luồn qua các thanh sắt. Nhưng cuối cùng, tấm da được thay thế bằng rèm len dệt. Trong thời kỳ của Nữ hoàng Elizabeth I, Anh đã nhập khẩu các loại vải thời Phục hưng từ Ý, như thổ cẩm, nhung và gấm hoa, và trang trí chúng một cách lộng lẫy. Những loại vải trang trí phức tạp này, cùng với rèm được thêu bằng phi hành đoàn, đã được sử dụng làm rèm cửa trong thời kỳ Elizabeth và Jacobean. Tuy nhiên, trong mùa lạnh, vẫn sử dụng cửa chớp bằng gỗ cứng.

### Nhà Fatimid
Trong Nhà Fatimid, một bức màn được gọi là sitr ("vải che") được sử dụng để che giấu vị caliph vào đầu buổi đối thoại (majlis). Một người hầu gọi là ṣāḥib al-sitr (hoặc muṭawallī al-sitr) sau đó sẽ kéo lùi nó để tiết lộ vị caliph ngồi trên ngai vàng của mình. Sahib al-sitr cũng kết hợp với nhiệm vụ của thủ quỹ, người chủ trì buổi lễ và người mang kiếm của caliph, và thường được chọn từ những người mamluk có nguồn gốc saqaliba.

## Kiểm soát ánh sáng và cách nhiệt
Rèm được làm từ nhiều loại vải dày, mỗi loại có khả năng hấp thụ ánh sáng và khả năng cách nhiệt khác nhau. Để tối đa hóa việc kiểm soát nhiệt độ, khoảng cách giữa rèm và cửa sổ cần nhỏ, đồng thời giảm thiểu luồng không khí đối lưu bên dưới hoặc bên trên rèm. Các cấu trúc kiến trúc xung quanh rèm có thể giúp giảm thiểu luồng không khí này, tuy nhiên, thường thì chúng được sử dụng chủ yếu để trang trí và tạo cảm giác ấm cúng cho căn phòng.
Một bức màn mỏng hoặc màn treo mạng là loại màn được làm từ vải trong suốt, chẳng hạn như vải voile polyester được dệt lỏng, lụa hoặc nylon làm từ marquisette hoặc ninon, và đồ ren bằng cotton, v.v. Màn treo mỏng cho phép ánh sáng chuyển qua vải một cách lớn, trong đó cấu trúc vải cung cấp mức độ cơ bản của bảo vệ tia tử ngoại trong khi vẫn giữ được tầm nhìn tối đa ra ngoài qua màn. Các màn mỏng đôi khi được gọi là "màn che riêng tư" để chỉ khả năng lọc sáng; vào ban ngày, hầu hết các loại vải mỏng sẽ cho phép người trong nhà nhìn ra ngoài trong khi ngăn người bên ngoài nhìn thẳng vào trong nhà. Do cấu trúc lỏng lẻo của vải mỏng, loại màn này cung cấp rất ít khả năng cách nhiệt.
Vải không tráng phủ cung cấp khả năng cách nhiệt và hấp thụ ánh sáng ở mức trung bình. Loại vải này thường được sử dụng để làm rèm cửa, ví dụ như vải dệt chặt bằng sợi bông/polyester, có vẻ mờ đục dưới ánh sáng. Mặc dù vải không tráng phủ có khả năng cách nhiệt tốt nhờ việc dệt chặt, nhưng nó vẫn mỏng hơn để hoàn toàn hấp thụ ánh sáng mạnh. Kết quả là, mặc dù rèm làm từ vải không tráng phủ có thể cố gắng ngăn ánh sáng mặt trời trực tiếp, ánh sáng vẫn có thể xuyên qua rèm do tính sáng bóng của vải.
Vải tráng phủ bao gồm một loại vải không tráng phủ tiêu chuẩn, được dán một lớp nền cao su mờ đục ở phía sau để cải thiện khả năng hấp thụ ánh sáng. Quá trình sản xuất vải tráng phủ bao gồm việc phủ một lớp polyme cao su lỏng lên mặt vải không tráng phủ, sau đó sấy khô bằng trục lăn nóng, tương tự như việc in mực lên giấy và sấy khô. Vải có một lớp phủ được xem là "được phủ 1 lần" hoặc được gọi là "mờ" hoặc "mất điện" vì nó có khả năng hấp thụ khoảng 50-70% ánh sáng trực tiếp. Để nâng cao khả năng hấp thụ ánh sáng, vải có thể được phủ lại tới 3 lớp, đủ để chặn 100% ánh sáng trực tiếp, và vải như vậy được gọi là "lớp phủ chặn".
Để đạt được khả năng hấp thụ ánh sáng và cách nhiệt tối đa, rèm thường được thiết kế với một tấm rèm có lớp lót. Tấm rèm này thường bao gồm một lớp vải không tráng phủ ở phía trước, tạo ra vẻ ngoài và cảm giác của một chiếc rèm, và một lớp vải tráng riêng biệt được gắn ở phía sau để cung cấp khả năng cách nhiệt. Lớp vải tráng thường được gọi là "lớp lót" và nó đơn giản chỉ là một lớp vải tráng không có màu sắc hoặc hoa văn đặc biệt.
Rèm có thể được giữ lại bằng cách sử dụng dây buộc, như một vòng vải hoặc dây, để giữ rèm mở sang một bên. Thường thì dây buộc này được luồn qua một vòng trên móc gắn vào tường và buộc chặt bằng nút thắt, nút hoặc khóa dán. Thường, dây buộc còn được trang trí bằng tua rua. Rèm cũng có thể được đóng và mở bằng cách sử dụng thanh kéo, có thể là thanh nhựa, gỗ hoặc kim loại có khả năng xoắn và kéo. Hoặc có thể sử dụng thanh treo rèm được gắn vào các ngăn chạy hoặc móc đầu tiên. Nút chặn móc rèm là một thiết bị được sử dụng để ngăn rèm từ việc rơi ra khỏi phần cuối của thanh treo rèm.
Mặc dù một số loại rèm cửa có thể sử dụng hệ thống ròng rọc, không nên nhầm lẫn chúng với rèm cuốn hoặc rèm cuốn. Rèm cuốn và rèm cuốn thường được sử dụng để chỉ những loại rèm có thể được cuốn lên hoặc cuốn xuống bằng một cơ chế hoạt động. Tuy nhiên, cả ba loại rèm này được sử dụng như một xử lý cửa sổ, để che phủ hoặc làm cho cửa sổ trở nên đẹp hơn, và cải thiện không gian của căn phòng.

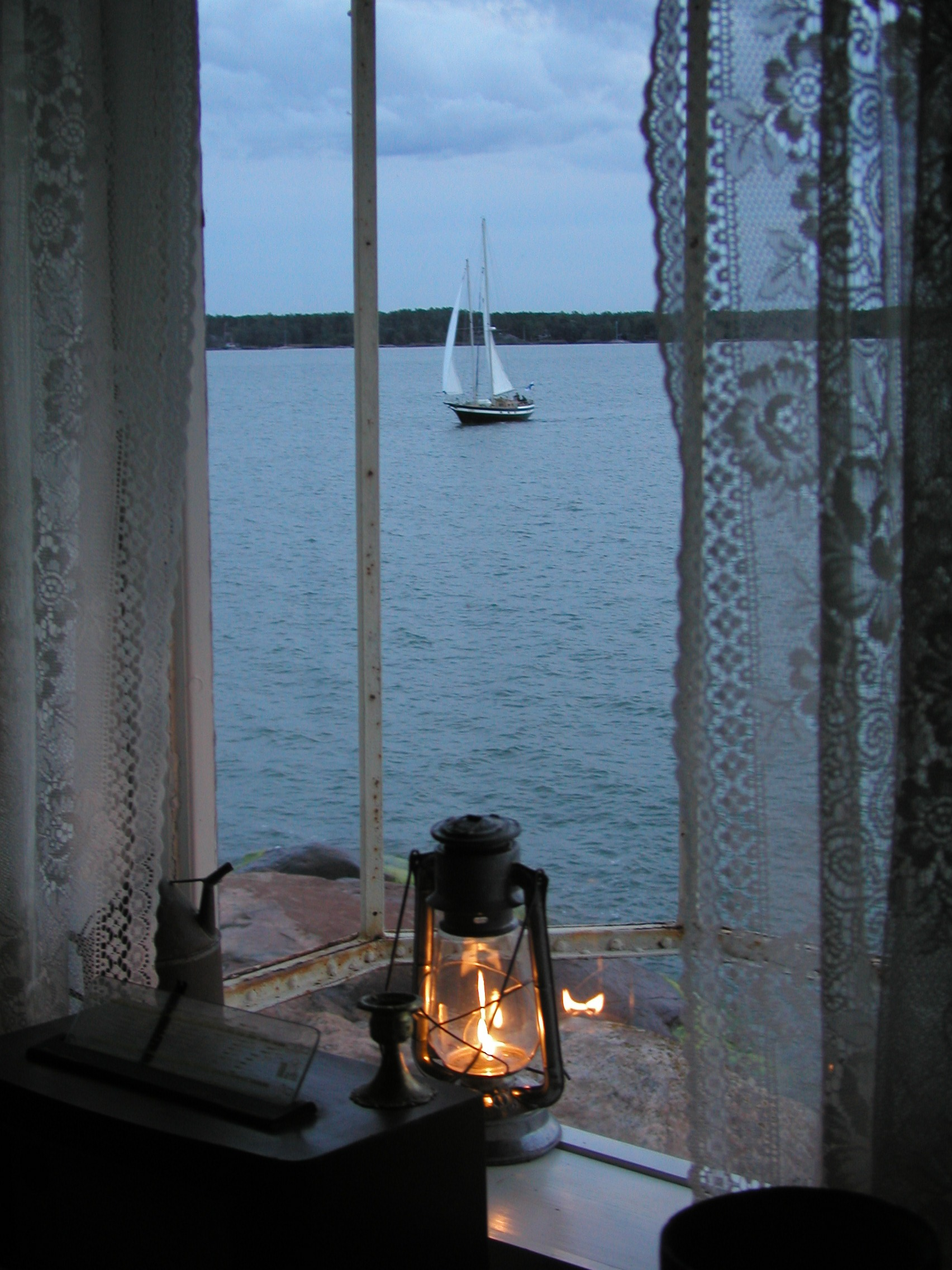
Rèm cửa sổ mở ra biển.

## Các loại rèm
Rèm cửa tạo điểm nhấn cho căn phòng. Có ít nhất 20 kiểu rèm khác nhau  và màn cửa cũng có thể sử dụng trên cửa sổ.
- Rèm Flat panel là loại rèm đơn giản và linh hoạt: để tạo ra chúng, các mảnh vải được viền ở cả bốn cạnh và mảnh hình chữ nhật hoặc vuông cuối cùng được treo từ thanh rèm bằng những vòng móc hoặc tương tự.[14] Nếu được gập nếp, diện mạo của rèm sẽ bị ảnh hưởng mạnh bởi độ đầy của các nếp gấp.
- Rèm Panel Pair còn được gọi là rèm đôi. Chúng ám chỉ đến hai mảnh rèm được treo ở hai bên cửa sổ. Đây là kiểu phổ biến nhất.
- Rèm Tab top được làm bằng những dải hẹp, buộc hoặc móc ở cạnh trên và treo từ thanh rèm.[15] Kiểu rèm này thường được thiết kế thành hai bức rèm tĩnh ở hai bên của cửa sổ.
- Rèm Grommet được treo bằng cách luồn thanh treo rèm qua lỗ trên vải. Lỗ trên vải có thể được hoàn thiện bằng cách cắt và khâu viền hoặc sử dụng vòng đệm để tránh sờn vải.
- Rèm Sash được sử dụng để che phần sash dưới của cửa sổ.
- Rèm Rod pocket có một kênh được khâu vào phần trên của vải. Một thanh treo rèm được luồn qua kênh để treo rèm.
- Rèm chống nhiệt hoặc rèm chặn ánh sáng được làm từ chất liệu vải được dệt chặt, thường là nhiều lớp. Chúng không chỉ chặn ánh sáng mà còn có thể làm giảm tiếng ồn hoặc cách nhiệt.
- Chất lót rèm được sử dụng để bảo vệ rèm thật khỏi bị ướt.
- Rèm Eyelet được gắn vào một thanh treo (thường là kim loại). Một số lỗ tròn được cắt gần phần trên của rèm và được bao quanh bằng một chiếc vòng kim loại (eyelet). Sau đó, thanh treo được luồn qua những lỗ này, với khoảng 4 cm vải hiển thị phía trên thanh treo.
- Rèm Pencil Pleat được tạo thành bằng cách kéo dây buộc được gắn vào "rufflette tape" để gom vải thành những nếp nhỏ giống như một hàng bút chì. Sau đó, rèm được treo dưới một thanh treo hoặc được gắn vào một hệ thống rèm với các móc nhựa được đặt cách đều nhau trên phần đầu của rufflette tape. Thông thường, một tấm vải rộng 1,5 m sẽ được gom lại thành tấm rộng 750mm. Rufflette Tape ban đầu được phát triển từ băng dính được sử dụng để giữ đạn cho súng máy bán tự động.
- Rèm Pinch Pleat thường được tạo thành bằng cách may máy cùng nhau 2 hoặc 3 nếp rồi để một khoảng trống khoảng 10 cm trước khi lặp lại quá trình gập nếp. Sau đó, rèm được treo dưới một thanh rèm bằng cách sử dụng móc pinch pleat kim loại hoặc móc nhựa trượt dọc được khâu vào mặt sau của các nếp rèm.

## Hình ảnh

Curtains
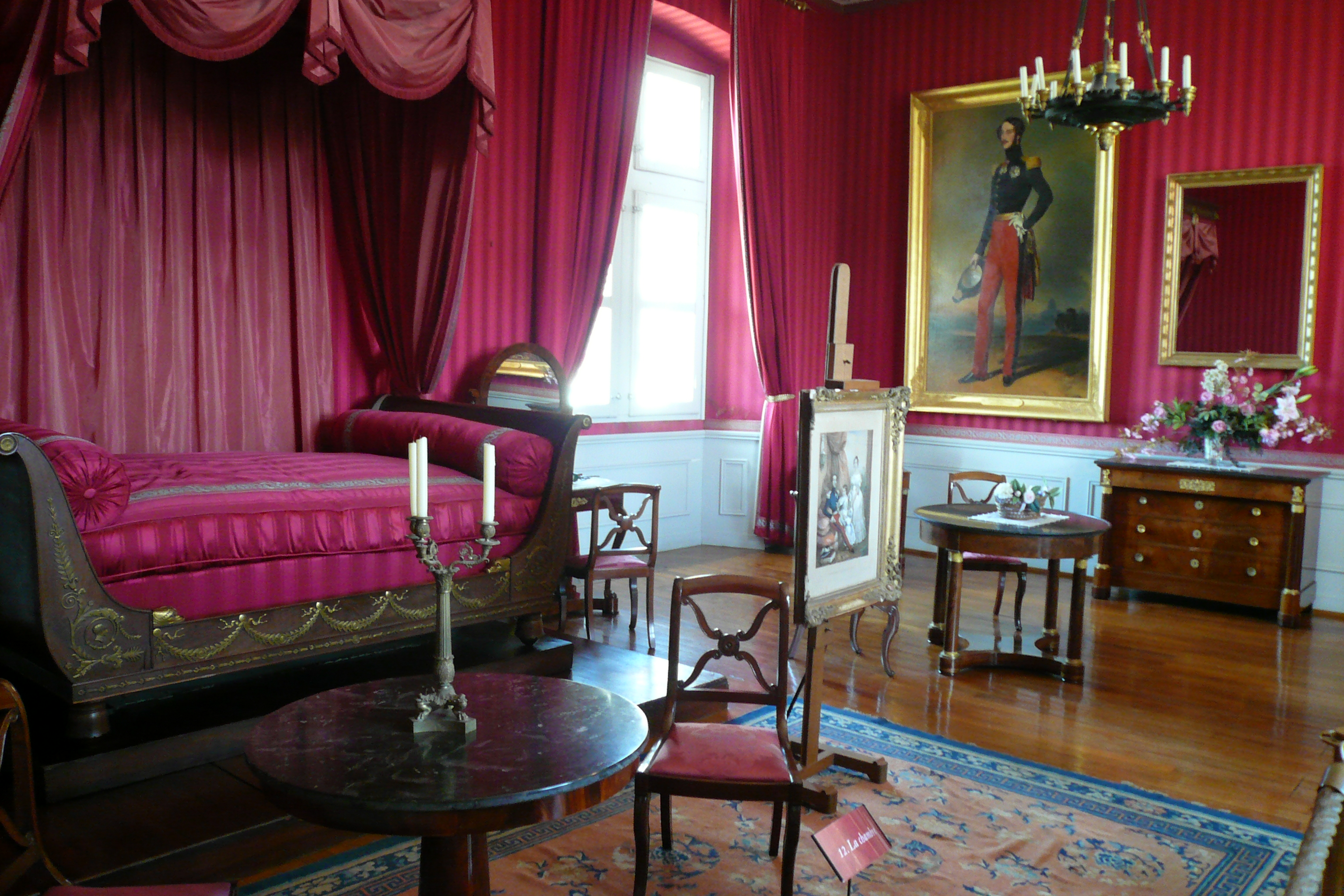
Château d'Amboise
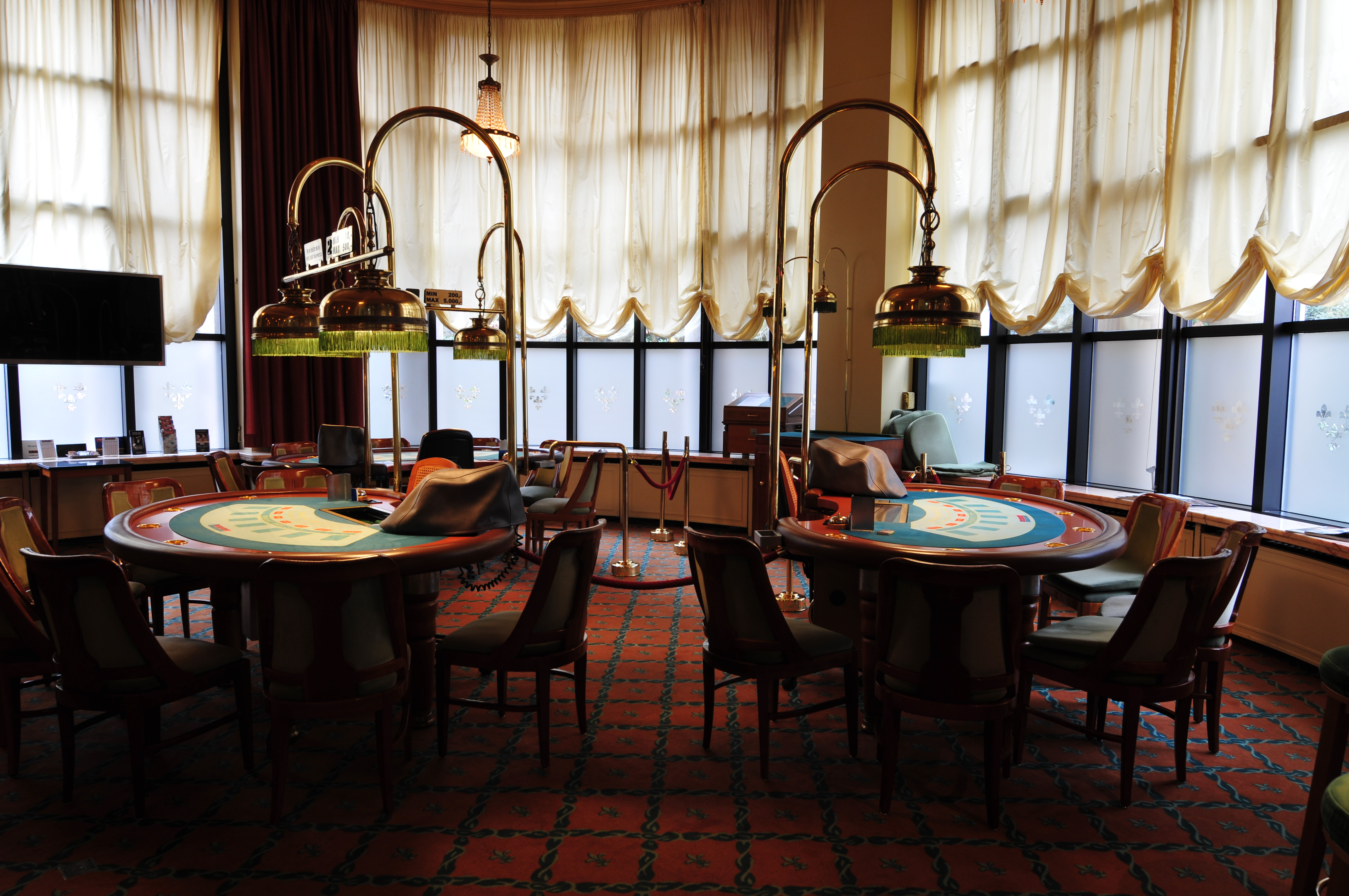
Cửa cuốn Áo
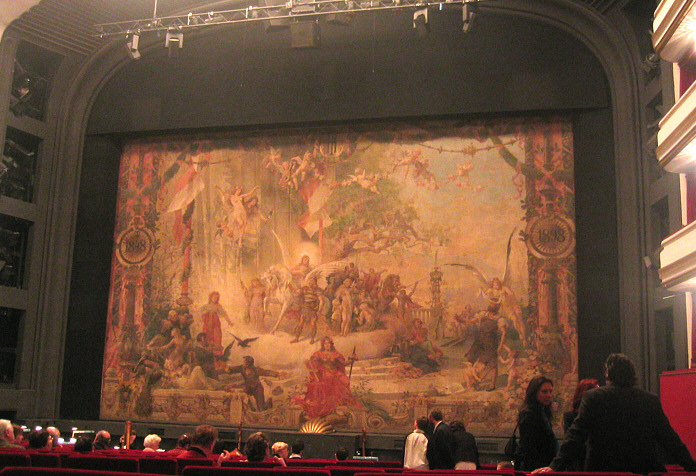
Màn cửa Volksoper Vienna
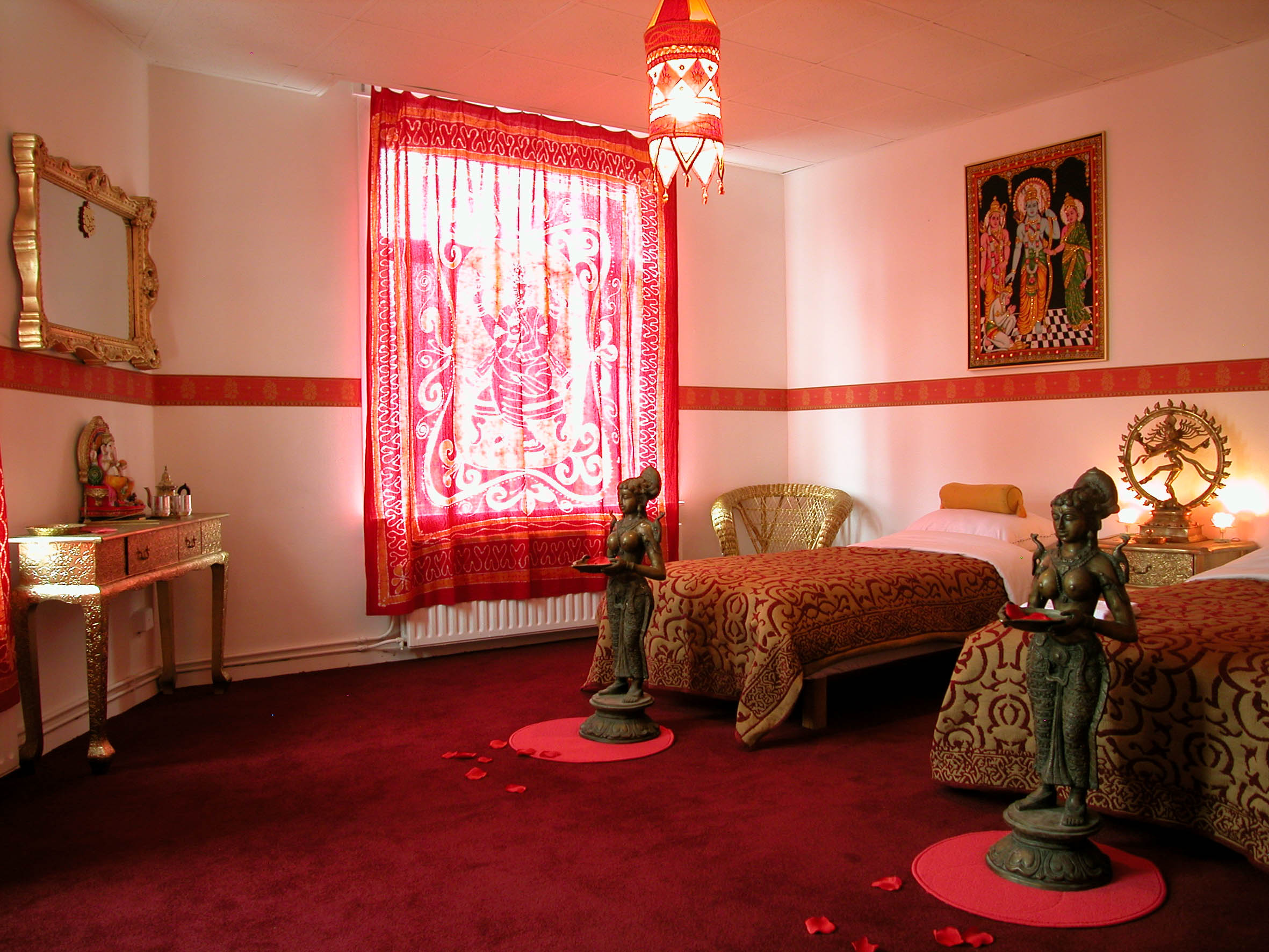
Khách sạn Transvaal
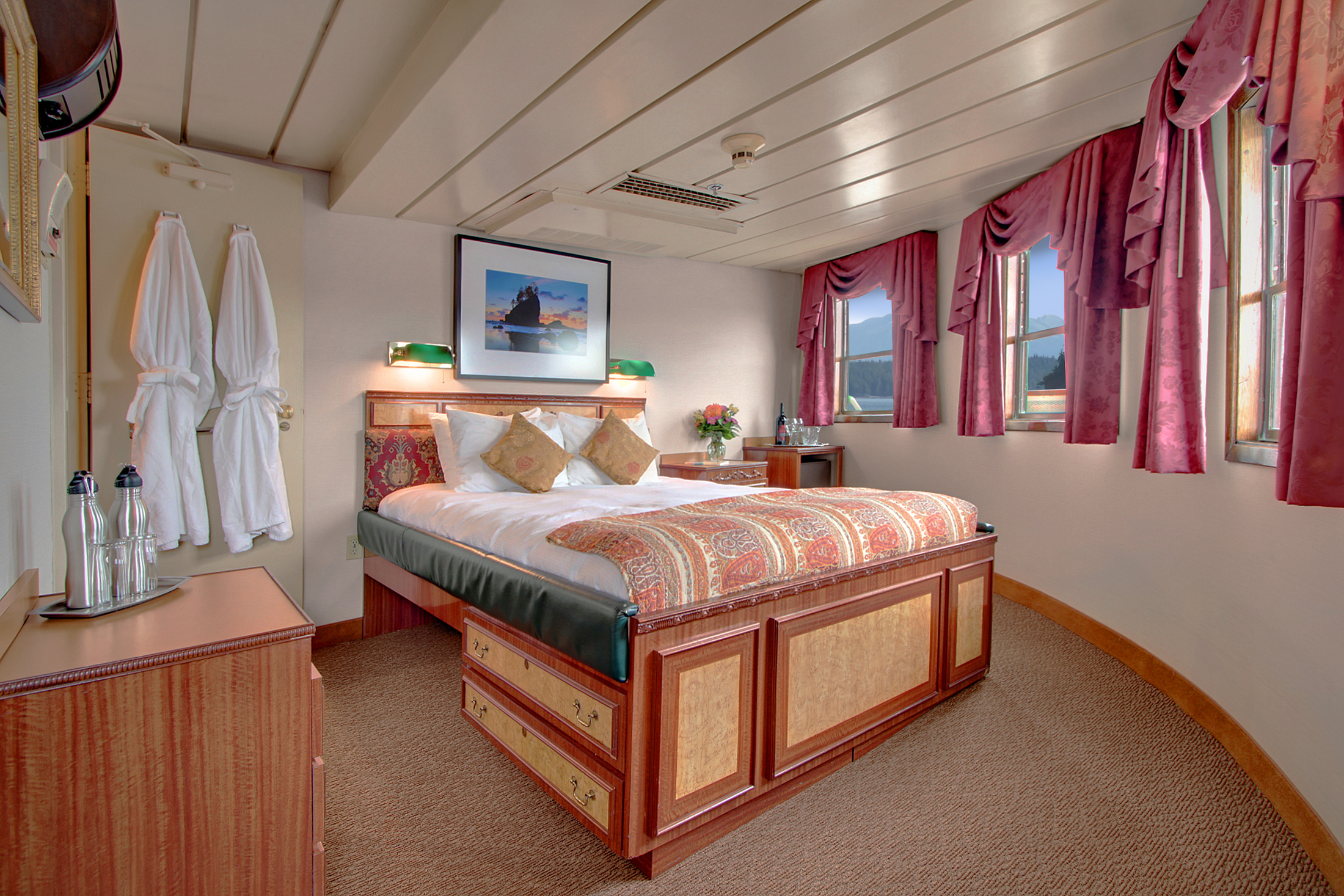
Cửa sổ phòng Suite Jr. Commodore trên tàu S.S. Legacy
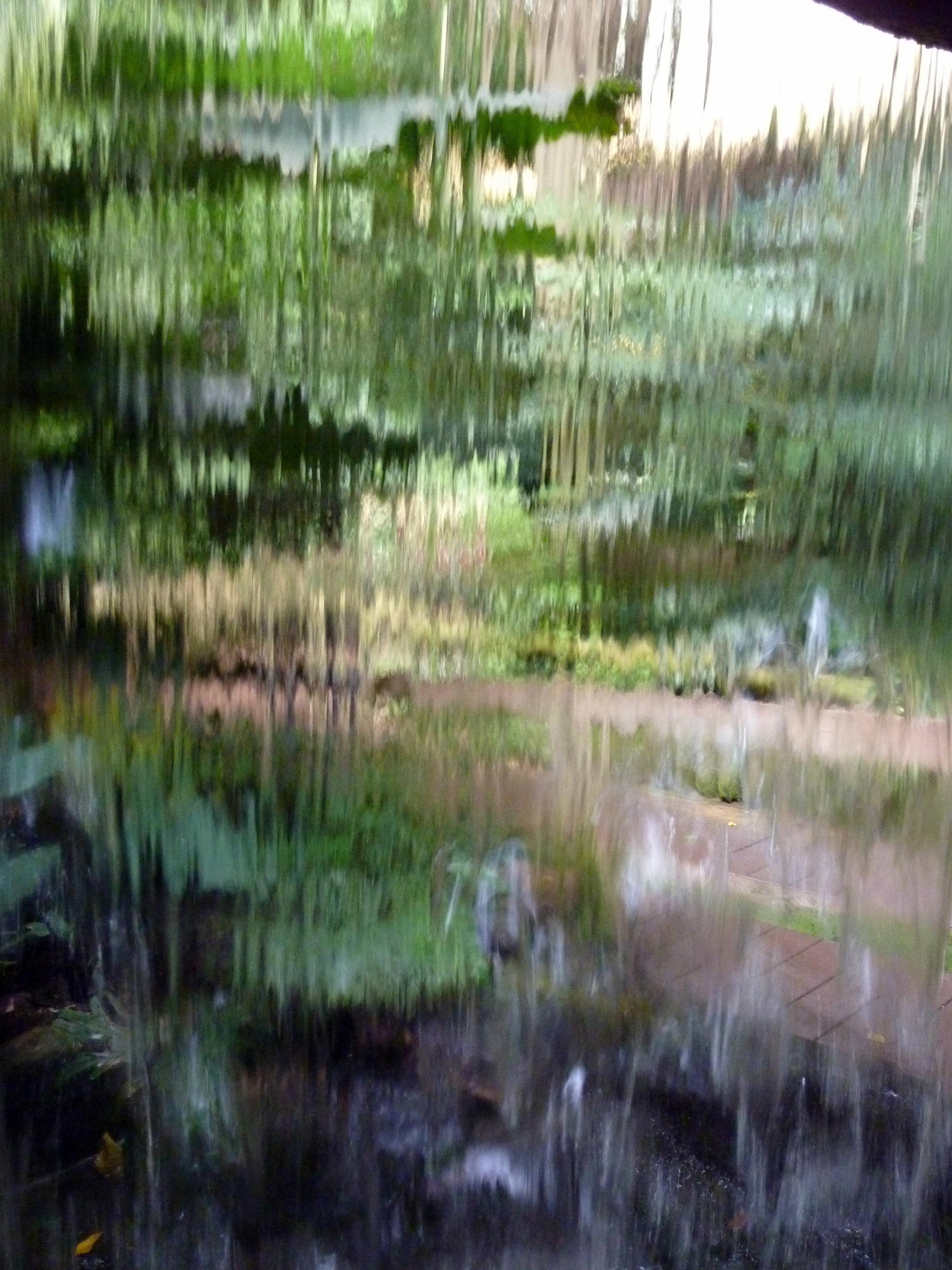
Rèm thác nước
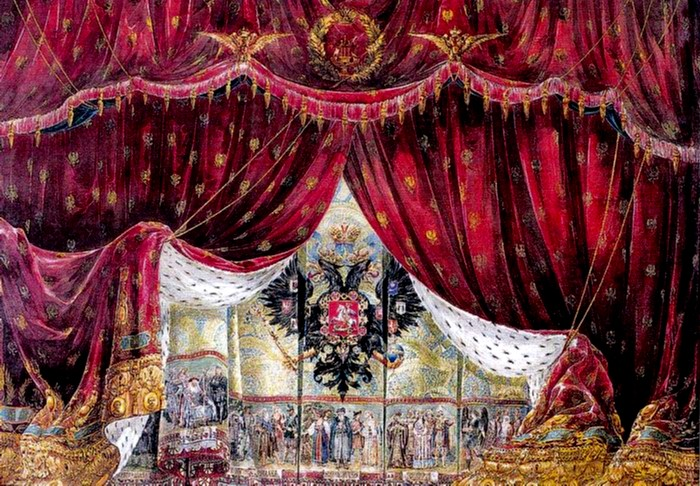
Rèm Mariinsky
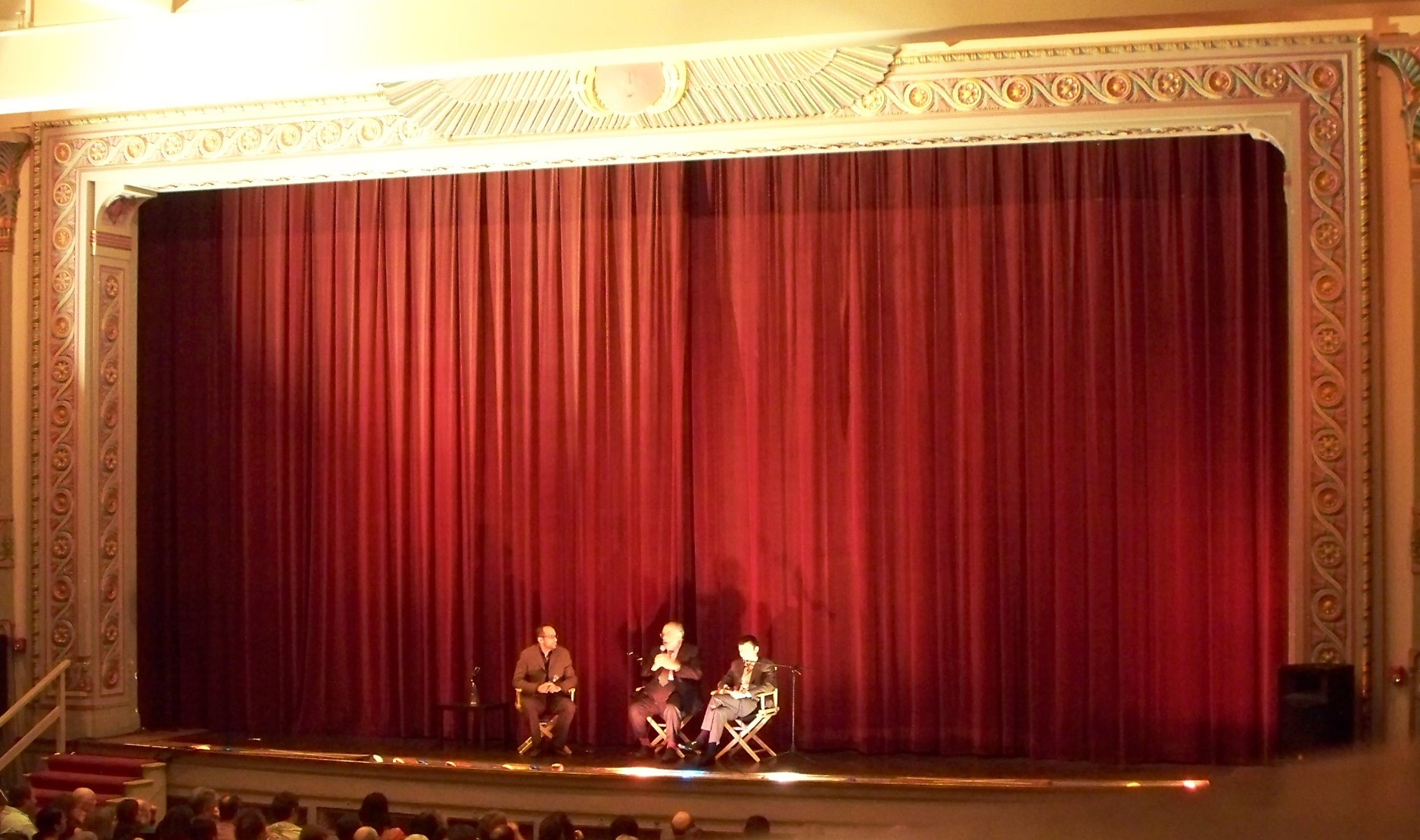
Rèm chính được sử dụng như một hậu cảnh ở rạp chiếu phim.
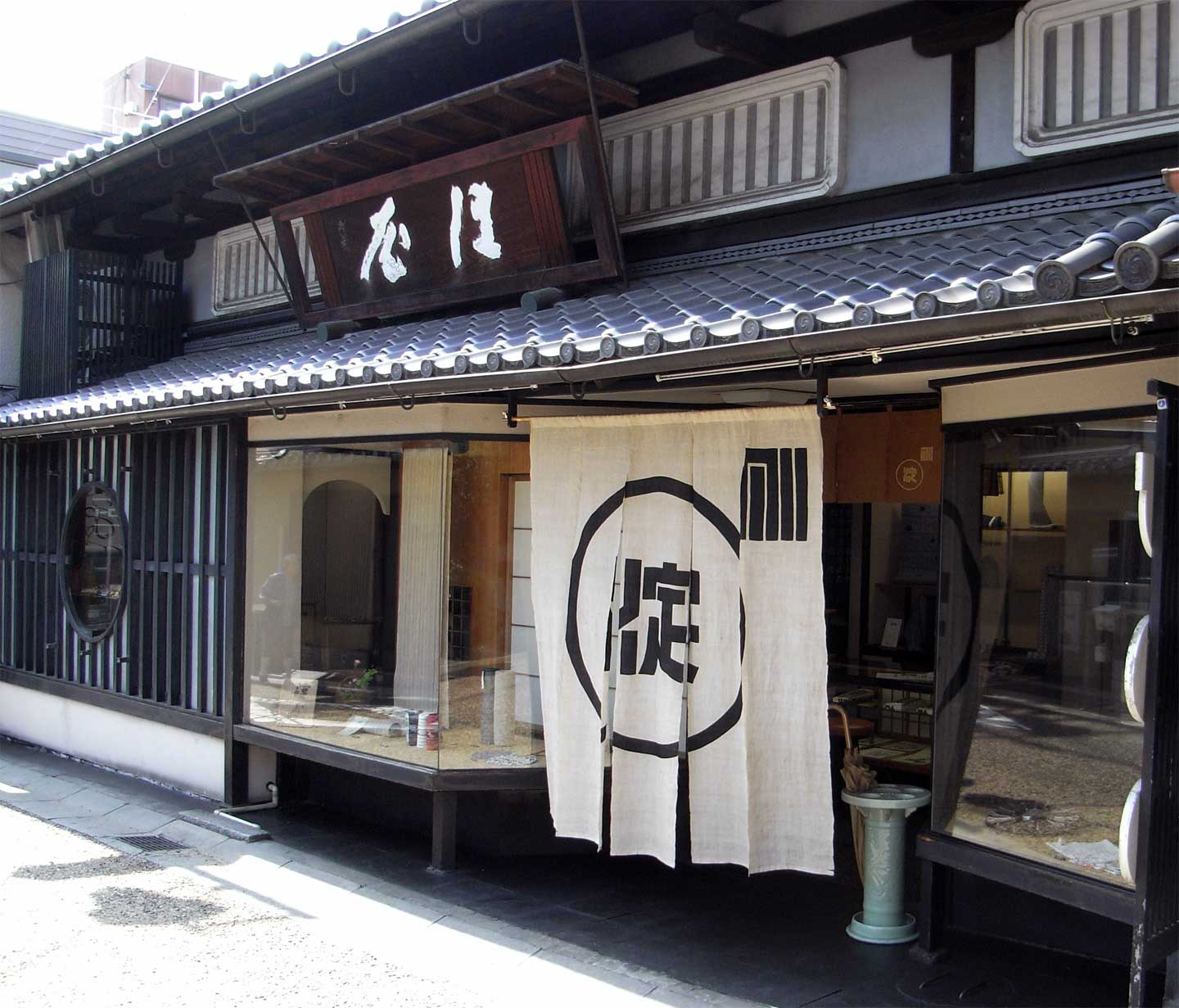
Noren (rèm Nhật Bản) tại một onsen.
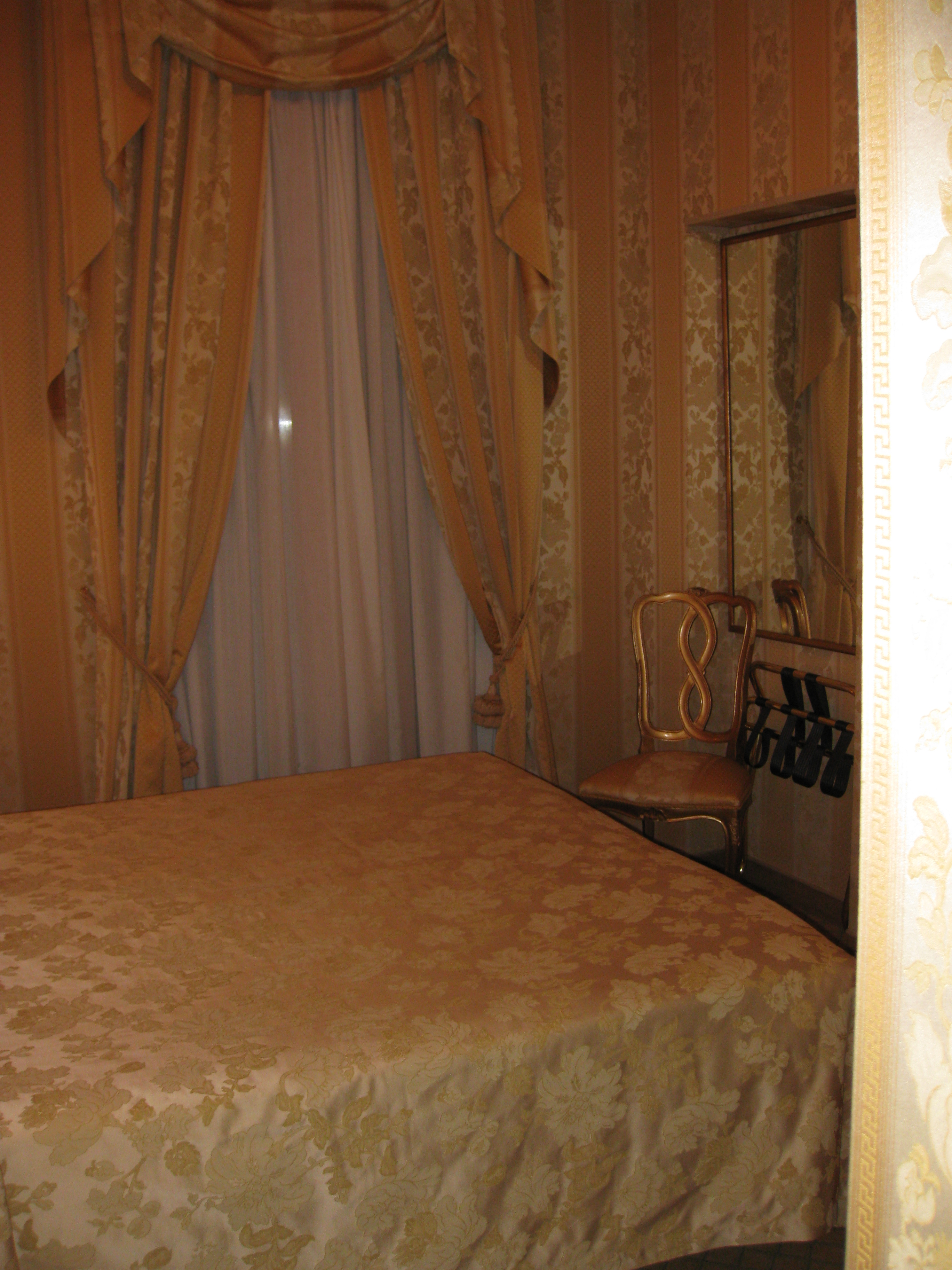
Phòng ngủ khách sạn
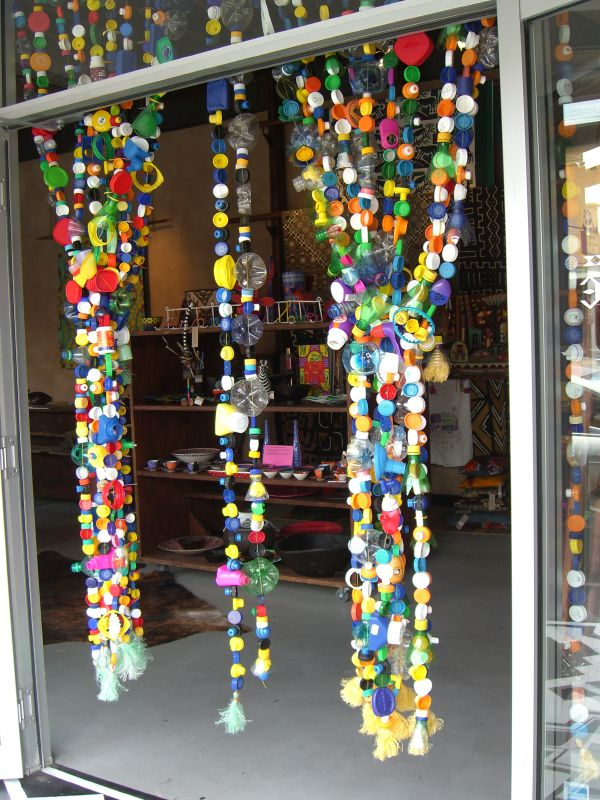
Rèm nút chai
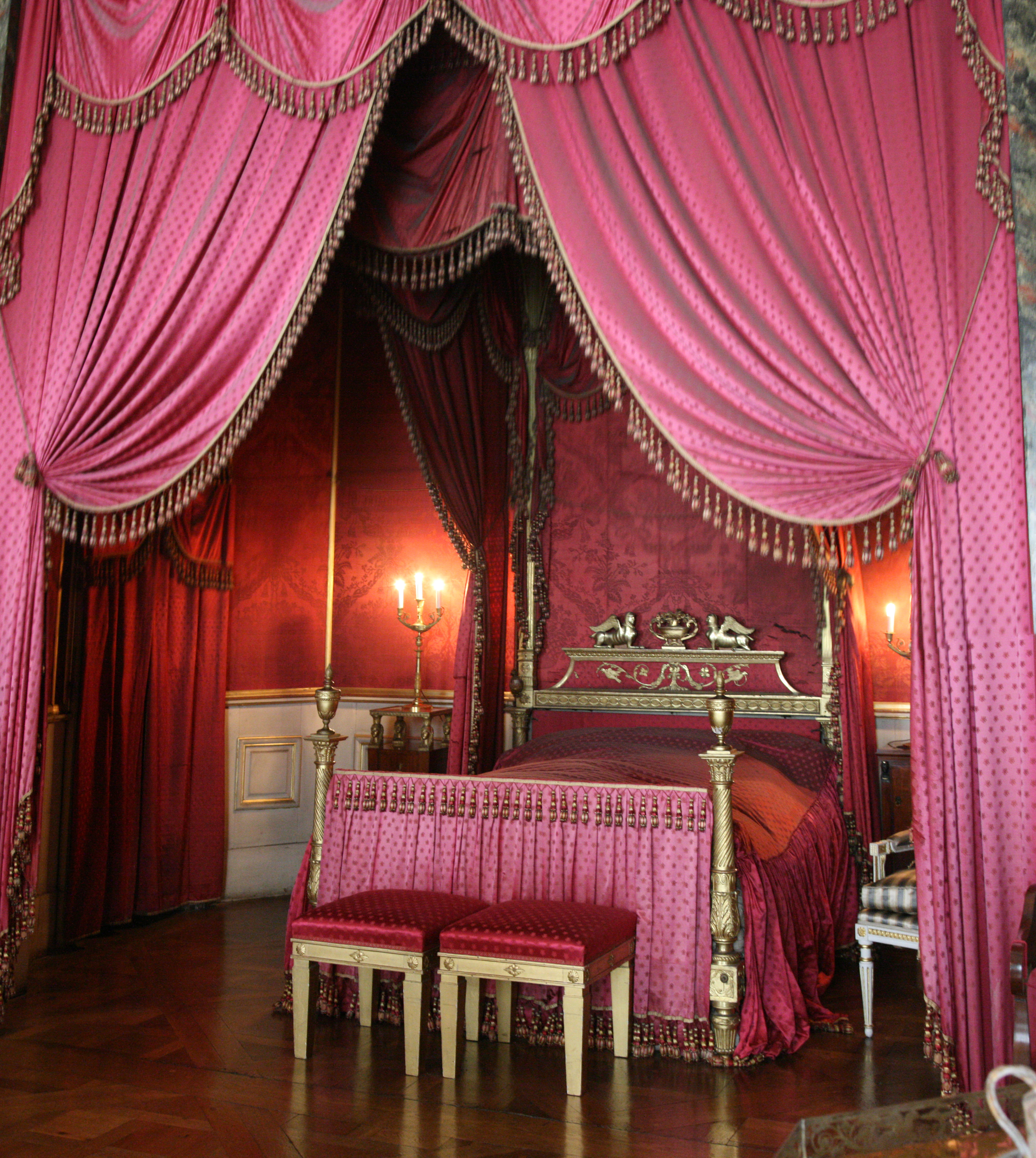
Phòng ngủ của Nữ hoàng Charlotte Mathilde
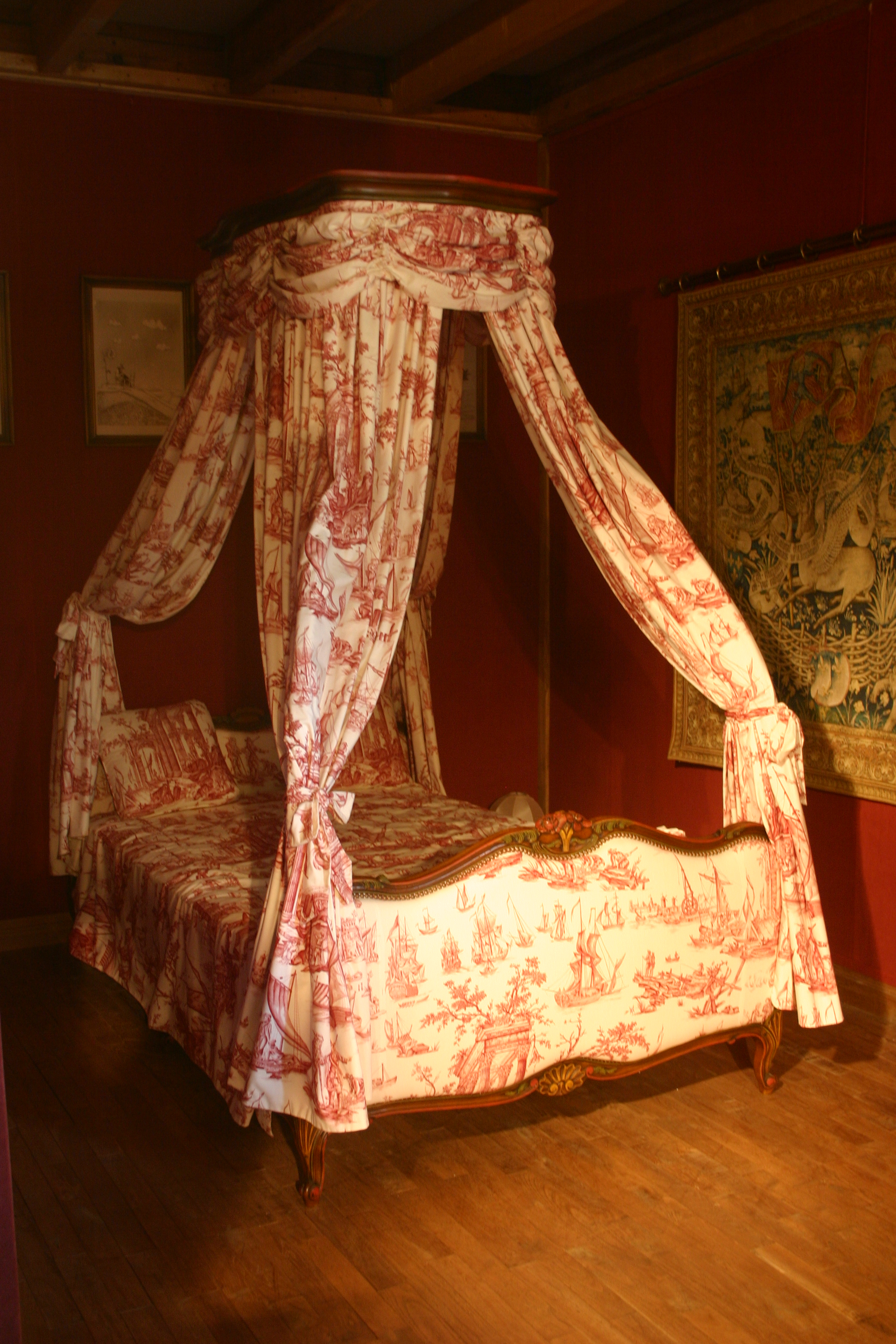
Giường có vòm (baldachin)
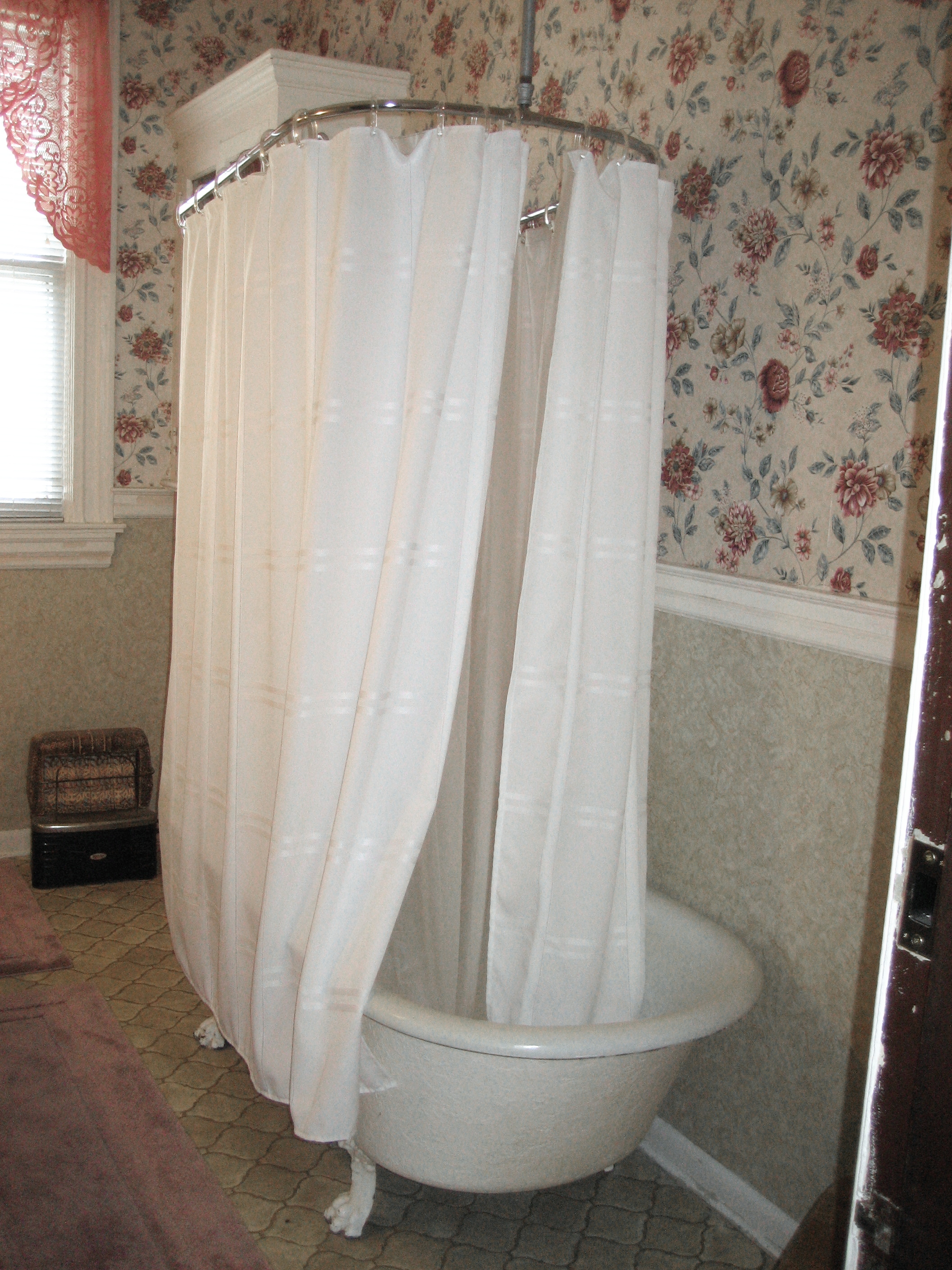
Bồn tắm có rèm tại nhà Bernheimer
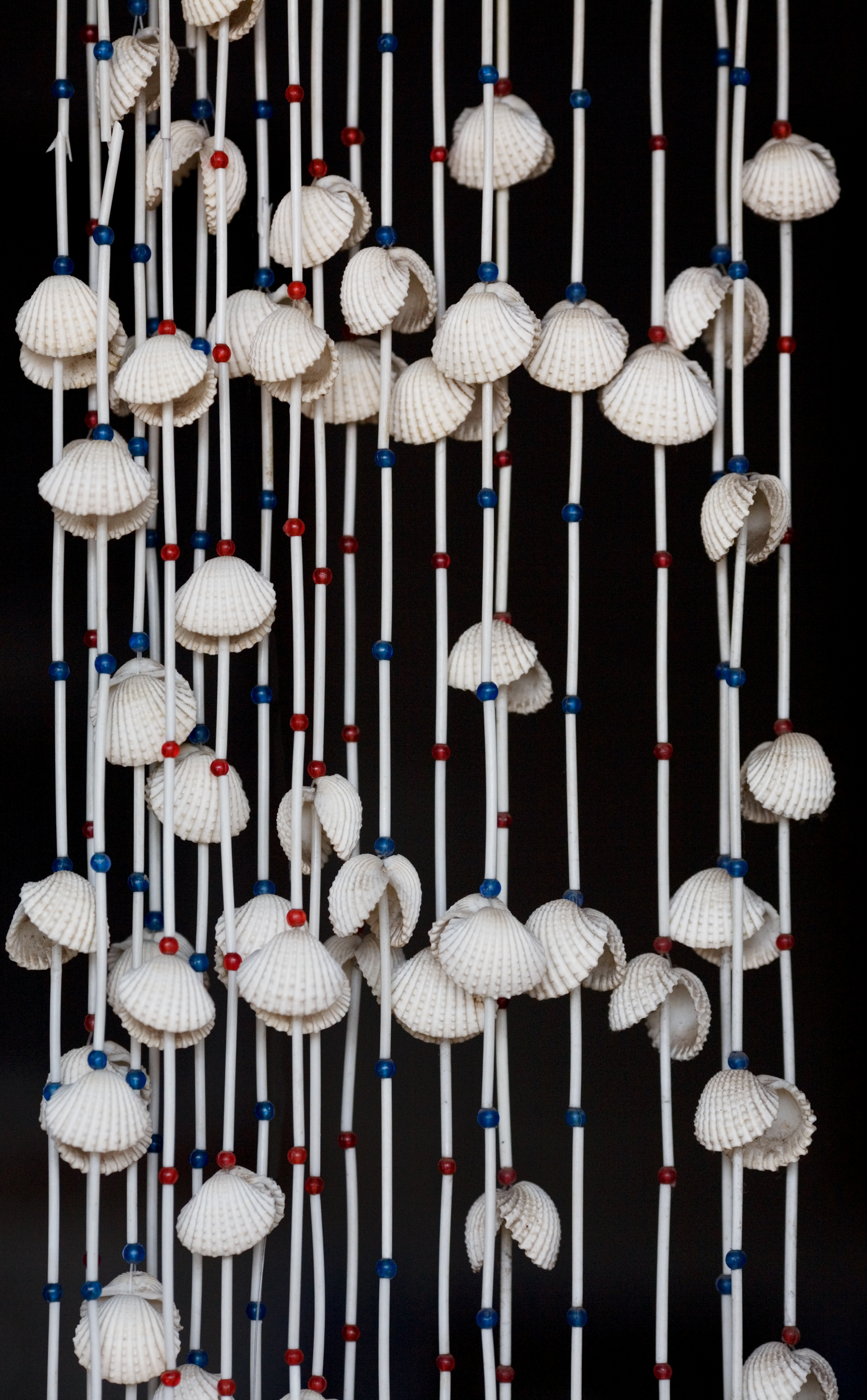
Rèm vỏ sò ở Ấn Độ